# Tientiul Grande 1ra. Sección
Tientiul Grande 1ra. Sección är en ort i Mexiko.   Den ligger i kommunen Salto de Agua och delstaten Chiapas, i den sydöstra delen av landet, 800 km öster om huvudstaden Mexico City. Tientiul Grande 1ra. Sección ligger 455 meter över havet och antalet invånare är 197.
Terrängen runt Tientiul Grande 1ra. Sección är varierad. Runt Tientiul Grande 1ra. Sección är det ganska tätbefolkat, med 60 invånare per kvadratkilometer. Närmaste större samhälle är Tila, 19,3 km väster om Tientiul Grande 1ra. Sección. Trakten runt Tientiul Grande 1ra. Sección består till största delen av jordbruksmark.